# Rohrbach, Saalfeld-Rudolstadt
Rohrbach är en kommun och ort i Landkreis Saalfeld-Rudolstadt i förbundslandet Thüringen i Tyskland.
Kommunen ingår i förvaltningsgemenskapen Schwarzatal tillsammans med kommunerna Cursdorf, Deesbach, Döschnitz, Katzhütte, Meura, Schwarzatal, Schwarzburg, Sitzendorf och Unterweißbach.